# 真室川の伝承野菜
真室川の伝承野菜（まむろがわのでんしょうやさい）は、山形県真室川町の地元農家によって古来から受け継がれてきた伝統的な野菜の総称である。甚五右ヱ門芋や弥四郎ささぎなど16種類が現存している。

真室川の伝承野菜　写真

## 概要
真室川町では、古代から山岳信仰を背景とした年中行事が行われ、その行事に付随した野菜が伝統的に使われてきた。また、町の農家は自宅の庭で家庭菜園を開き、自家採種による繁殖が行われてきた。そのため、今でも多くの真室川町特有の野菜が受け継がれている。現在、ひろこ・雪割菜・赤にんにく・勘次郎胡瓜・弥四郎ささぎ・からどり芋・甚五右ヱ衛門芋・とっくりかぶ・黒五葉・青ばこ豆・最上かぶ・地かぶ・青黒・大黒豆・七夕白ささぎ・在来金時豆の16種が真室川の伝承野菜として存在する。

## 品種(現存種)

### ひろこ
- アサツキの若根。「ひろこ」という呼び名は元々ネギの仲間をあらわす蒜(ひる)が変化したものだといわれている。残冬から早春にかけて収穫され、味噌あえやかき揚げ、吸い物、鍋物、天ぷらにして食される。特に雪を掘り起こして食べるものは黄色くやわらかでシャキシャキとした歯ごたえと甘みがある。野菜として栽培されるが、民家近くの土手などでは野生のひろこも見られる。真室川町内では鮭延城址周辺が群生地として有名で、春、ひろこ摘みに来た人でにぎわう光景は、真室川町における春の風物詩である。

### 雪割菜
- 雪溶けとともに伸び出す「茎立ち」と呼ばれる花芽を食べる茎立菜の一種。9月に種を播き秋のうちに株を充実させ、雪の下で越冬させる。春一番に雪を割るように成長することからこの名がつけられた。一般的な茎立の特徴である苦みなどはなく、ほのかな甘みとやわらかな食感が、野菜の少ない春先に重宝される。お浸しや汁の実、炒め物などに使われる。

### 赤にんにく
- 外皮が赤みがかり、大粒で貯蔵性に優れ、萌芽しにくい。一般的なにんにくに比べ香りや味がまろやかだと言われ、加熱すればほくほくと甘みが際立つのも特徴。小川内地区の1軒の農家でのみ自家用に栽培されてきたが、近年、種株が分けられ、町内での栽培者は増加傾向にある。にんにくつきや醤油漬け、素揚げ、町の郷土料理であるアユの干し焼きのタレとしても用いられる。

### 勘次郎胡瓜
- 特徴的な色に加え、ずんぐりとした形、柔らかくみずみずしい食感が強く、一般的なきゅうりと異なり、きゅうり特有の青臭さやえぐみなどはほとんどない。そのため、きゅうりでありながらも主にフルーツ感覚で主に主食に好まれる。約120年前、谷地の沢地区の姉崎勘次郎家に鮭川村から嫁いだ方が携えてきたのが始まりで、姉崎家によって現代まで細々と受け継がれてきた。平成20年からは町内の農業グループが栽培をはじめ、小規模販売も始めている。

### 弥四郎ささぎ
- 完熟した種実が茶色なことから別名「茶ささぎ(ささぎは真室川町でいんげん類全般を指す言葉)」とも呼ばれる若芽は柔らかで味が良く、完熟した種実も煮豆などで食べられる。かつては町内全域で栽培されていたが、戦後、市場性の高い市販の改良種に押され、姿を消しつつあった。このささぎは川船沢地区の佐藤弥四郎家に伝わったものだといわれている。若狹は炒め物や汁の実、煮物に用いられ、種実は煮豆や白あんとして用いられる。

### からどり芋
- 里いもの仲間で姿形も似ているが、茎が赤紫色で里いもとは違い親芋を食用とする。ねっとりとしてきめ細やかな上品な味が特徴である。小芋もおいしく、煮物や汁の実に用いる。茎は保存食として芋がらにされ、冬の伝統料理である「納豆汁」に用いられている。茎は他に甘酢漬け、炒り物にも用いられる。

### 甚五右ヱ門芋
- 小川内地区の佐藤家に家宝の一つとして代々受け継がれてきたという里いも。佐藤家の旧屋号「甚五右ヱ衛門」ちなんで名づけられた。外見は通常の里いもに比べやや長めで、食感やわらかでぬめりが多いのが特徴である。煮物にすると、芋の外側と内側との固さの差はほとんどなく、箸で簡単に切ることができるほどである。里いもは通常親芋は食べないが、この芋は煮つけなどにして親芋もおいしく食べることができる。煮物以外に素揚げやコロッケにも用いられる。

### とっくりかぶ
- 荒木地区の中川家のみで栽培され続けてきた地かぶで、筋っぽさが無くサクサクと柔らかく水分が多いのが特徴。生でかじれる程、かぶ独特の辛味は少ない。可食部は短くて太く、中央付近がわずかにくびれ、下膨れた形がちょうどとっくりのように見えることからこの名で呼ばれてきた。土から出た葉に近い部分の外皮は赤紫色になる。可食部に比べ、葉の部分がかなり長いのも特徴である。甘酢漬けや汁の実として用いられる。

### 黒五葉
- 葉が5枚であることからこの名前となった。別名「いづつば豆」とも呼ばれる。黒豆煮にするほか、若いうちに収穫して枝豆として食べても味が良い。

### 青ばこ豆
- 黄大豆の一種。青黒よりも色が薄く、黄緑がかっており、形がやや平べったく、白っぽい模様が入るのが特徴

### 最上かぶ
- 形は長め短めと多様だが、最上地域北部で多く作られてきた。味噌かぶや甘酢漬などに使われる

### 地かぶ
- 平岡の「長左エ門かぶ」、小川内の「ねずみのおっぱ」など、最上かぶと似ているが、形や呼び名、肉質の柔らかさが異なる個性的な地かぶが多く存在する。

### 青黒
- 青大豆の一種。他の大豆に比べ黒みがかっている。大豆の状態になっても緑色が濃く味も良い。きな粉や節分のいり豆としても用いられる。

### 大黒豆
- 雁がかじったようなしわ模様が豆の中央に出来ることから「雁喰い」とも呼ばれる。黒五葉よりも一回り大きく、やや平たいのが特徴である。枝豆として食されるほかに打ち豆や煮豆、なますにも用いられる。

### 七夕白ささぎ
- 隠元豆の一種。七夕の頃に種をまくことからこの名がつけられた。若莢は柔らかく香ばしい。

### 在来金時豆
- 隠元豆の一種。鮮やかな紅色が特徴。町内全域で煮豆用に栽培。おふかしに炊き込んだり、最近では茹でてサラダの彩りにも用いられる。